# Julian Pałka

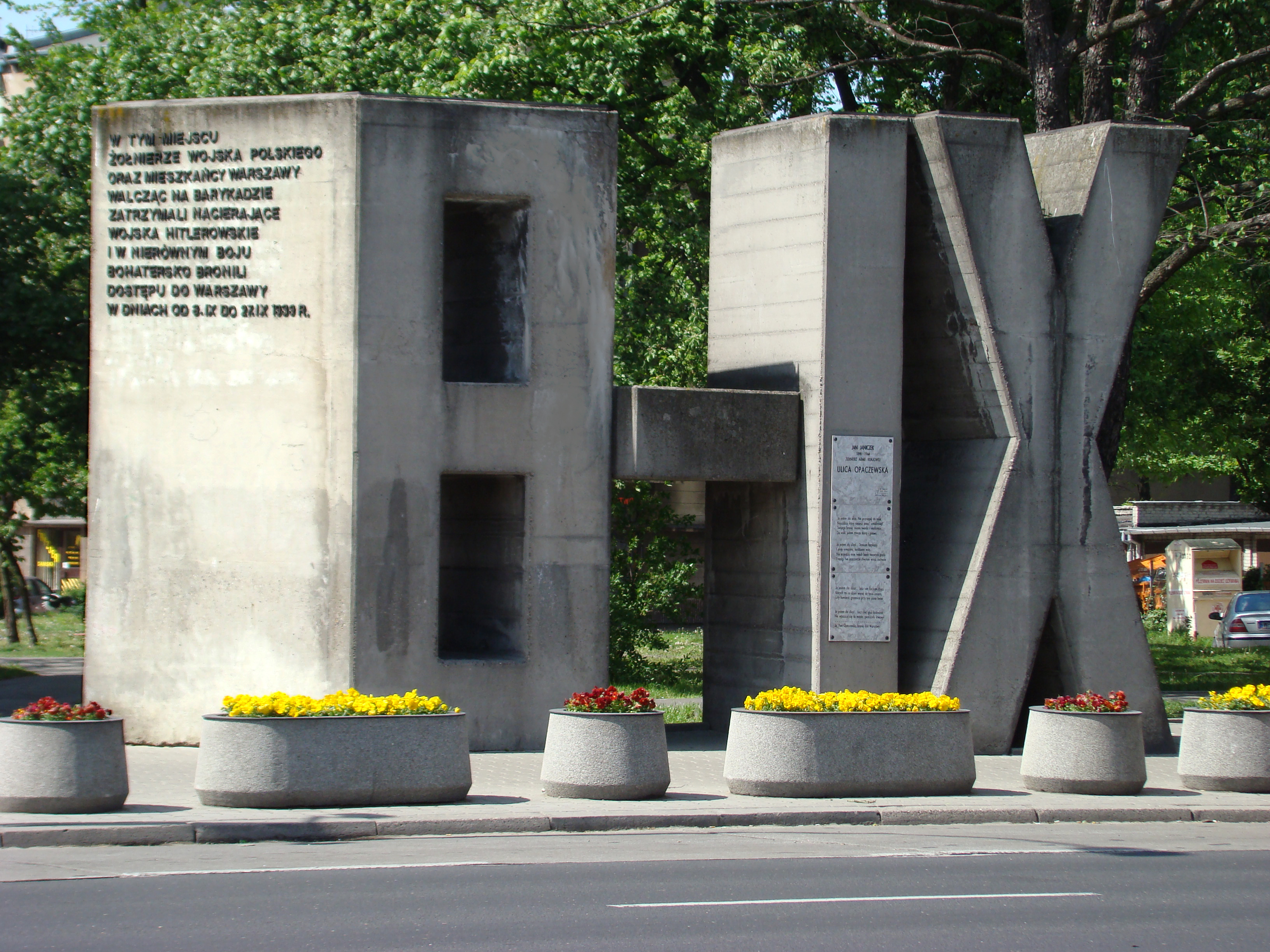
Pomnik Barykada Września, część lewa

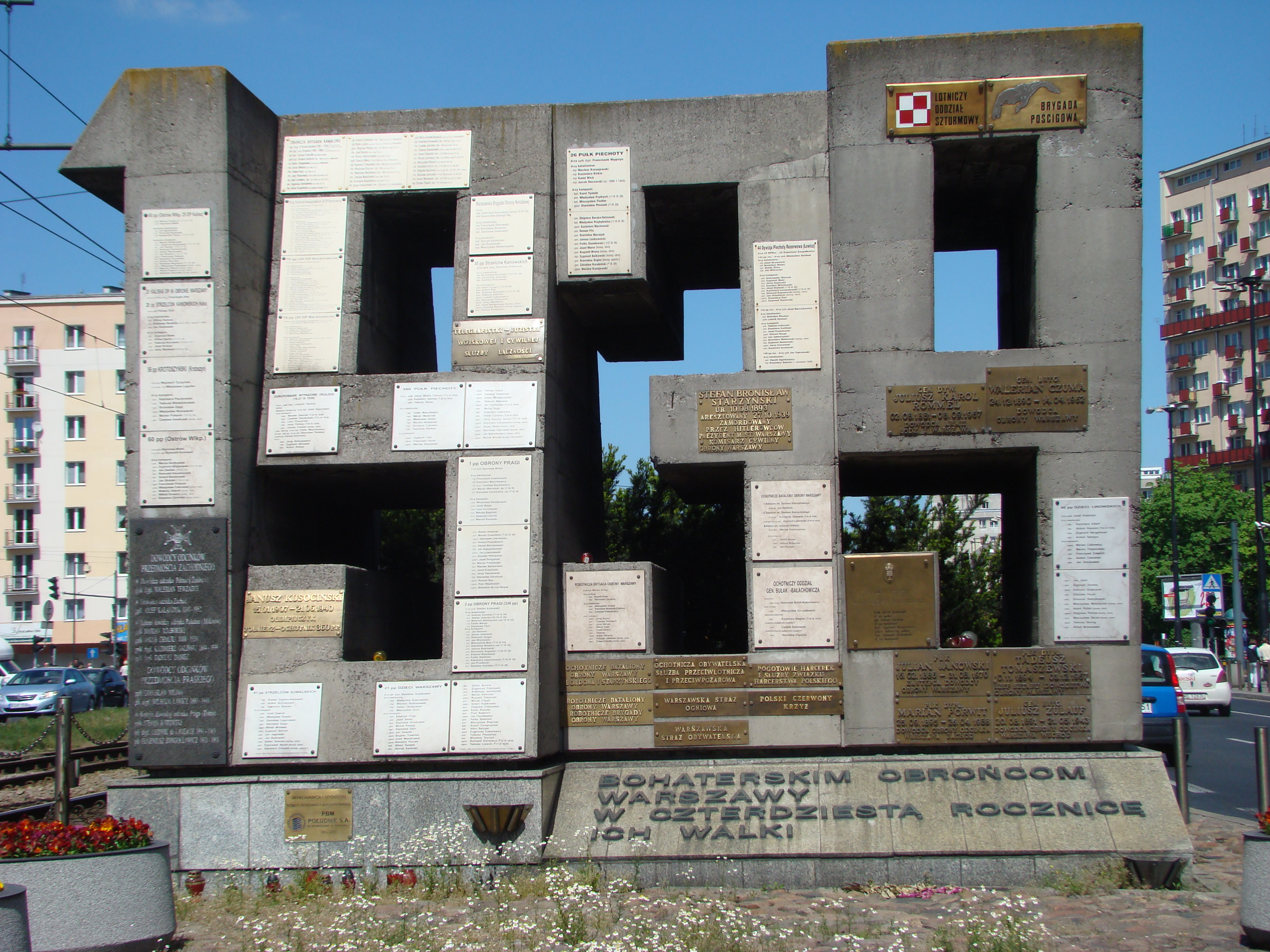
Pomnik Barykada Września, część środkowa

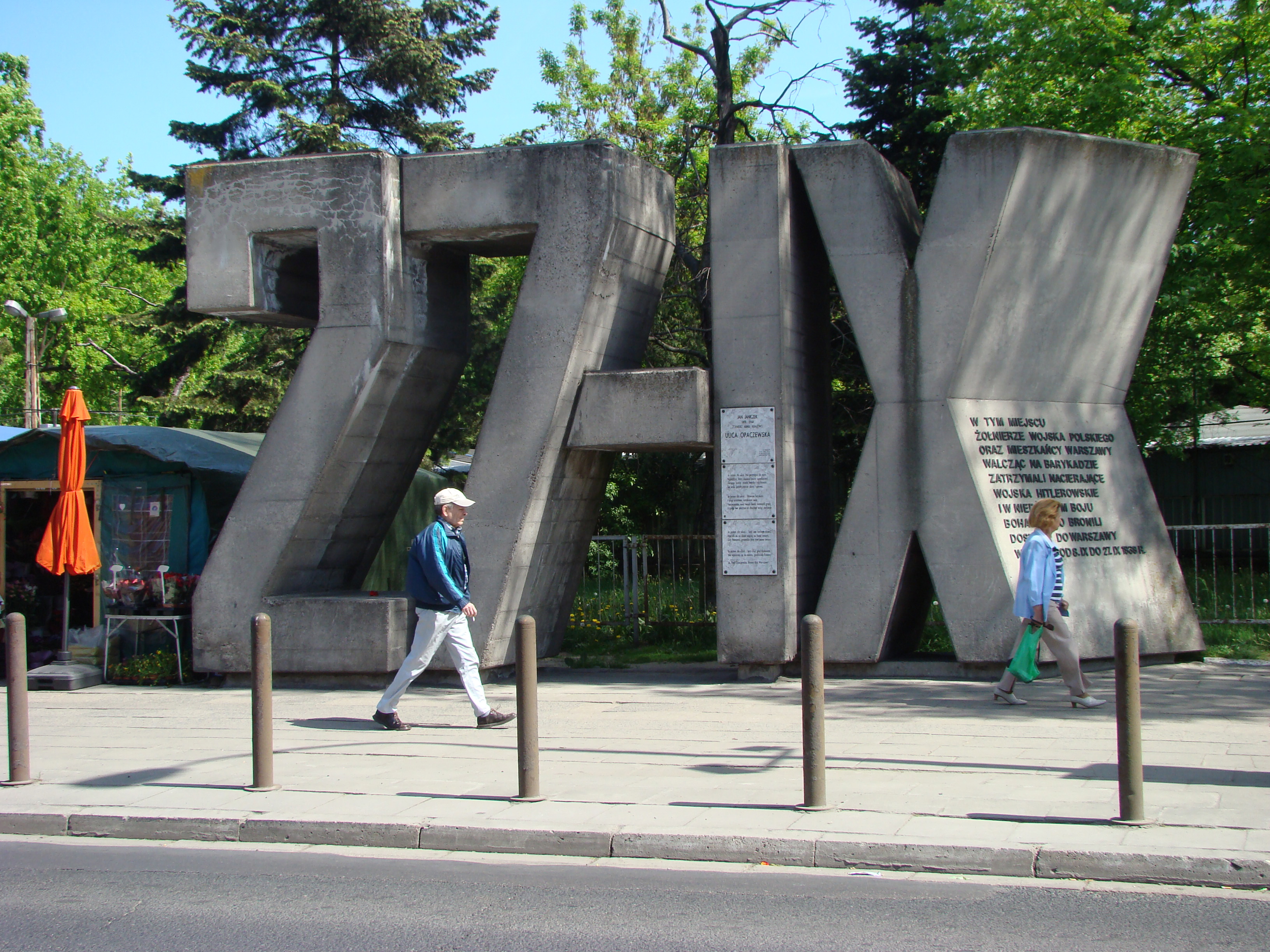
Pomnik Barykada Września, część prawa

Julian Pałka (ur. 20 stycznia 1923 w Poznaniu, zm. 20 czerwca 2002 w Warszawie) – polski artysta grafik, współtwórca polskiej szkoły plakatu.

## Życiorys
Studiował w latach 1945–1951 w Akademii Sztuk Pięknych w Warszawie na wydziale grafiki u Józefa Mroszczaka i na wydziale malarstwa u Jana Cybisa. Uzyskał dyplom w roku 1952. Od roku 1953 zajmował się pracą pedagogiczną na macierzystej uczelni, gdzie przez trzy kadencje sprawował godność rektora (1972–1980).
Zadebiutował artystycznie w 1950. Specjalizował się w grafice użytkowej. Był jednym z najzdolniejszych twórców polskiej szkoły plakatu. Plakaty projektował w latach 1950–1972 przede wszystkim dla Centrali Wynajmu Filmów i Wydawnictwa Artystyczno-Graficznego, autor ponad 100 plakatów głównie imprezowych, filmowych (co najmniej 53 plakaty w latach 1951–1971) oraz teatralnych i operowych, także wystawowych, muzealnych, politycznych i społecznych. Stworzył m.in. plakaty do filmów: Hamlet (1950), Ziemia drży (1951), Komedianci (1953), Rzym godzina 11 (1955), W 80 dni dookoła świata (1962), Dziennik panny służącej (1965),  Faraon (1965) i Perła w koronie (1971).
Zajmował się też architekturą pawilonów wystawowych oraz projektowaniem pomników. Do najbardziej znanych należy Pomnik Barykada Września (1979) na warszawskiej Ochocie.
Od 1956 roku należał do Alliance Graphique Internationale.
Zmarł w Warszawie, pochowany 27 czerwca 2002 na cmentarzu w Pyrach.

## Ordery i odznaczenia
- Krzyż Komandorski z Gwiazdą Orderu Odrodzenia Polski (pośmiertnie, 2002)[6]
- Medal 40-lecia Polski Ludowej[7]
- Medal 10-lecia Polski Ludowej (19 stycznia 1955)[8]

## Nagrody
- 1954 – nagroda zespołowa za pawilon polski na Międzynarodowych Targach w Damaszku
- 1955 – II nagroda na Ogólnopolskiej Wystawie Ilustracji, Plakatu i Drobnych Form
- 1955 – wyróżnienie Podkomitetu Literatury i Sztuki Nagrody Państwowej za twórczość w dziedzinie plakatu, a w szczególności za plakaty: Kongres pokoju w Helsinkach i Rzym godzina 11[9]
- I nagroda za plakat z okazji Światowego Kongresu Pokoju, Helsinki
- 1959 – I nagroda na Międzynarodowym Konkursie na Pomnik Oświęcim-Brzezinka
- Brązowy Medal na Międzynarodowych Targach Książki, Lipsk
- 1967 – Złoty Medal na II Ogólnopolskim Biennale Plakatu, Katowice
- 1968 – Złoty Medal na II Międzynarodowym Biennale Plakatu, Warszawa
- 22 lipca 1973 – Nagroda Ministra Kultury i Sztuki I stopnia m.in. za widowisko poświęcone 50-leciu ZSRR[10]
- 1979 -  Trybuny Ludu[11]
- 1979 - Dyplom honorowy Związku Artystów Plastyków ZSRR[12]

## Linki zwenętrzne
- Julian Pałka, [w:] Encyklopedia teatru polskiego (osoby) [dostęp 2021-12-07].
- Galeria plakatów Juliana Pałki
- Julian Pałka w galerii plakatu filmowego Filmoteki Narodowej „Gapla”
- Plakaty artysty w Invaluable